# 维勒茹贝尔
维勒茹贝尔（法語：Villejoubert，法語發音：[vilʒubɛʁ]）是法国夏朗德省的一个市镇，属于昂古莱姆区。

## 地理
维勒茹贝尔（45°48'13"N, 0°10'31"E）面积7.82 平方千米，位于法国新阿基坦大区夏朗德省，该省份为法国西部内陆省份，北起德塞夫勒省和维埃纳省，东临上维埃纳省，东南至多尔多涅省，南至多爾多涅省，西接滨海夏朗德省。
与维勒茹贝尔接壤的市镇（或旧市镇、城区）包括：欧萨克-瓦达勒、圣阿芒德布瓦克斯、图里耶。

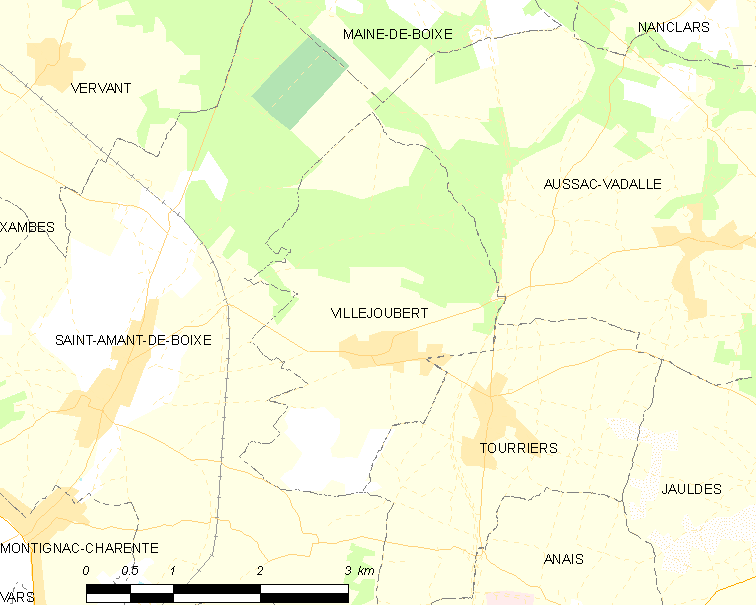
维勒茹贝尔的OSM定位图

维勒茹贝尔的时区为UTC+01:00、UTC+02:00（夏令时）。

## 行政
维勒茹贝尔的邮政编码为16560，INSEE市镇编码为16412。

## 政治
维勒茹贝尔所属的省级选区为布瓦克斯-芒卢瓦县。

## 人口

1962-2008年间维勒茹贝尔人口变化图示

维勒茹贝尔于2022年1月1日时的人口数量为367人。